# Tricentra decorata
Tricentra decorata är en fjärilsart som beskrevs av W. Warren 1905. Tricentra decorata ingår i släktet Tricentra och familjen mätare. Inga underarter finns listade i Catalogue of Life.